# 篠田陽子
篠田 陽子（しのだ ようこ、7月5日 - ）は、元名古屋テレビ放送アナウンサーでFM愛知ニュースアナウンサー。
現在は名古屋タレントビューロー所属のフリーアナウンサー、タレントである。岐阜県岐阜市出身。

## 出演番組
- 東海ラジオの深夜ニュース

## 過去の出演番組
- 演 JOY 歌う〜んと DOWN!!（AM岐阜ラジオ）
- さわやかワイドぎふTODAY（AM岐阜ラジオ）
- あなたの街から（岐阜放送）
- 選挙ステーション（名古屋テレビ）
- Weekly Fileぎふ（岐阜放送）
- ハートフルラジオ お昼のレコード室 （ぎふチャンラジオ）